# Quadrasiella
Quadrasiella é um gênero de pequenos moluscos gastrópodes da família Assimineidae, conhecido por sua ocorrência em habitats aquáticos e anfíbios. Atualmente, são reconhecidas duas espécies dentro do gênero, ambas endêmicas de Guam.  

## Taxonomia
O gênero Quadrasiella foi descrito pela primeira vez por Möllendorff, em 1894. Ele pertence à ordem Littorinimorpha, um grupo de gastrópodes predominantemente marinhos, que inclui várias famílias com ampla distribuição global.  

## Espécies
Atualmente, são reconhecidas duas espécies dentro do gênero Quadrasiella:  
- Quadrasiella clathrata – Endêmica de Guam[1].
- Quadrasiella mucronata – Endêmica de Guam[1].

## Distribuição e Habitat
As espécies do gênero Quadrasiella são encontradas exclusivamente na ilha de Guam, no Oceano Pacífico. Elas habitam áreas costeiras e de pântanos salgados, sendo adaptadas a ambientes anfíbios.  

## Características Biológicas
Assim como outros membros da família Assimineidae, os moluscos do gênero Quadrasiella possuem um pequeno opérculo, que lhes permite proteger o corpo dentro da concha. Muitos representantes dessa família têm um ciclo de vida que inclui larvas planctônicas, embora existam poucas informações detalhadas sobre o desenvolvimento específico das espécies de Quadrasiella.  

## Reprodução
Os gastrópodes da família Assimineidae geralmente são gonocóricos, ou seja, possuem sexos separados. A reprodução ocorre por meio da liberação de gametas na água, com desenvolvimento larval planctônico. A fase larval inclui estágios de trocófora e veliger, antes da metamorfose para a fase adulta.  

## Importância Científica
Embora pouco estudado, o gênero Quadrasiella pode fornecer informações importantes sobre a evolução e adaptação dos gastrópodes em ambientes anfíbios e marinhos tropicais.  

## Ligações Externas
- Quadrasiella no World Register of Marine Species
- Quadrasiella clathrata no SeaLifeBase

## Categoria
Este artigo sobre gastrópodes, integrado no Projeto Invertebrados, é um esboço. Você pode ajudar a Wikipédia expandindo-o.